# Trabea (arácnido)
Trabea es un género de arañas araneomorfas de la familia Lycosidae. Se encuentra en África y el Sur de Europa.

## Lista de especies
Según The World Spider Catalog 12.0:
- Trabea bipunctata (Roewer, 1959)
- Trabea cazorla Snazell, 1983
- Trabea heteroculata Strand, 1913
- Trabea natalensis Russell-Smith, 1982
- Trabea nigriceps Purcell, 1903
- Trabea nigristernis Alderweireldt, 1999
- Trabea ornatipalpis Russell-Smith, 1982
- Trabea paradoxa Simon, 1876
- Trabea purcelli Roewer, 1951
- Trabea rubriceps Lawrence, 1952
- Trabea setula Alderweireldt, 1999
- Trabea unicolor Purcell, 1903
- Trabea varia Purcell, 1903